# رنو دیون
رنو دیون (فرانسوی: Renaud Dion‎؛ زادهٔ ۶ ژانویهٔ ۱۹۷۸) دوچرخه‌سوار اهل فرانسه است.